# Степовик Олександр Васильович
Олекса́ндр Васи́льович Степови́к (1972—2022) — сержант Збройних Сил України, учасник російсько-української війни, який загинув під час російського вторгнення в Україну.

## Життєпис
Народився 17 вересня 1972 року в с. Юрківка (Звенигородський район, Черкаська область). Мешкав у м. Умань.
Був учасником бойових дій під час АТО на сході України.
Під час російського вторгнення в Україну в 2022 році був сержантом, оператором-навідником механізованої роти 72-ї окремої механізованої бригади імені Чорних Запорожців. Загинув 6 липня 2022 року внаслідок бойових дій поблизу міста Бахмут Донецької області.
Похований у місті Умані, Черкаська область.

## Нагороди
- орден «За мужність» III ступеня (2022) (посмертно) — за особисту мужність і самовіддані дії, виявлені у захисті державного суверенітету та територіальної цілісності України, вірність військовій присязі.[3]